# Wasserfahrzeug

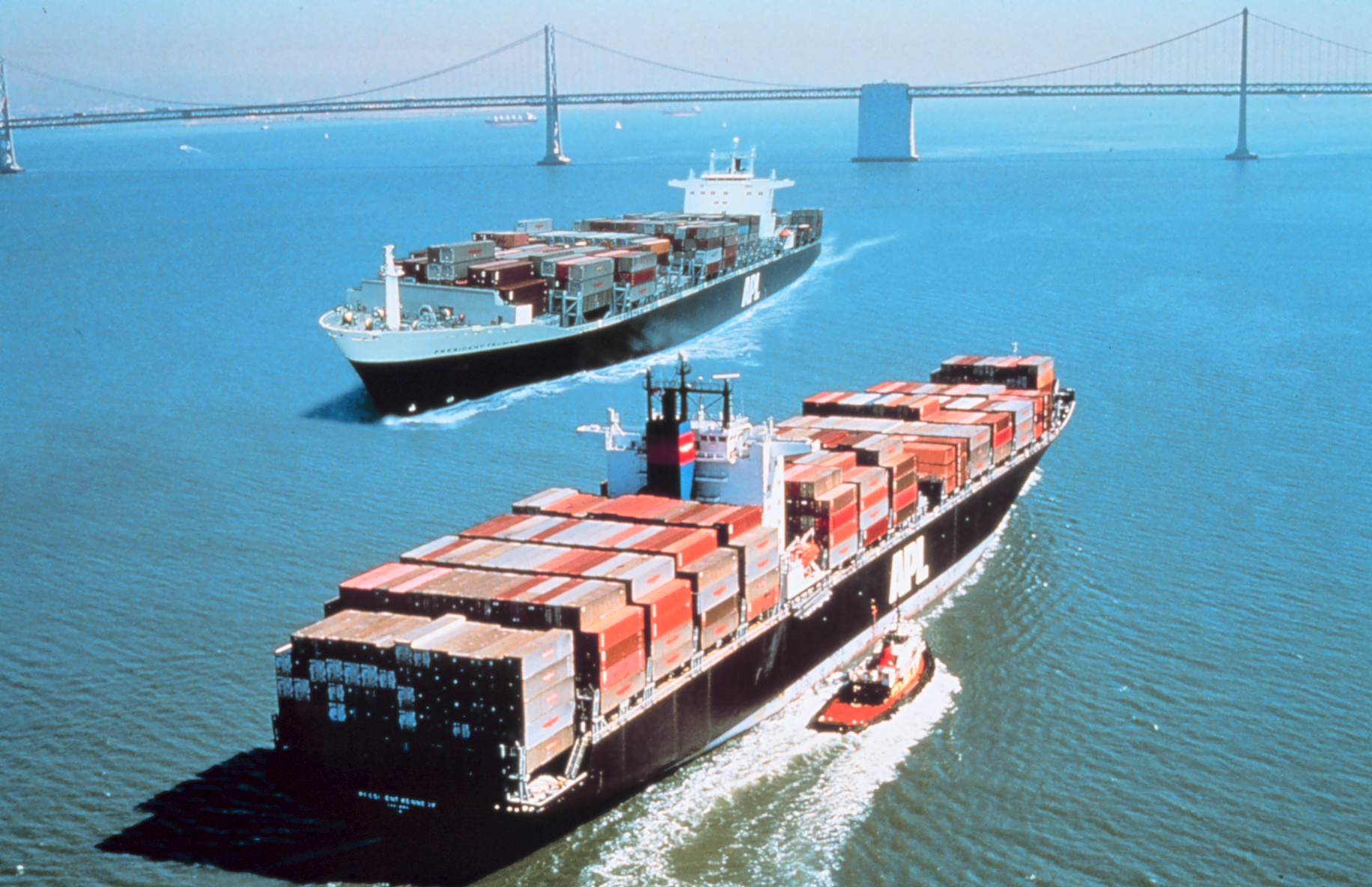
Zwei Containerschiffe und ein Lotsenboot in der Bucht von San Francisco

Wasserfahrzeug ist der Oberbegriff für ein Fahrzeug, das ausschließlich oder überwiegend auf oder in Gewässern unterwegs ist. Pendants sind die Landfahrzeuge und die Luftfahrzeuge.

## Allgemeines
Wasserfahrzeuge nehmen am Wasserverkehr teil. Hauptverwendungszweck ist die Fortbewegung von Personen (Personentransport) oder Frachtgütern (Gütertransport) auf oder in Gewässern. Als Gewässer für Wasserfahrzeuge kommen Binnengewässer (Flüsse, Kanäle und Seen) und das Meer (vom Küstenmeer bis zur Hohen See) in Frage. Von Ausnahmen wie Luftkissenbooten und Tragflächenbooten abgesehen, wird der notwendige Auftrieb bei mechanisch betriebenen Fahrzeugen durch das Archimedische Prinzip erzeugt.
Nach den Statuten der International Maritime Organization (IMO) ist ein Wasserfahrzeug ein solches, wenn es sich nicht höher als zwei Meter über dem Wasser bewegen kann. Nach dieser Definition wären beispielsweise Bodeneffektfahrzeuge, nicht aber Flugboote oder Verkehrsflugschiffe, als Wasserfahrzeuge anzusehen.

## Arten
Der Zusammenhang zwischen Verkehrsweg, Verkehrsträger und Transportmittel ergibt sich für Wasserfahrzeuge aus folgender Tabelle:
| Verkehrsträger | Transport- oder Verkehrsmittel | Verkehrsweg                      | Verkehrsinfrastruktur                  |
| -------------- | --- | -------------------------------- | -------------------------------------- |
| Wasserverkehr  | - Binnenschiffe: Ausflugsdampfer, Fähren, Flusskreuzfahrtschiffe (Passagierschiffe); Containerschiffe, Stückgutfrachter, Tanker (Frachtschiffe) - Seeschiffe: Containerschiffe, Stückgutfrachter, Tanker; Kreuzfahrtschiffe | - Flüsse, Seen, Kanäle - Seewege | - Binnenhäfen, Hafenanlagen - Seehäfen |

Eine Mischform zwischen Landfahrzeugen und Wasserfahrzeugen ist das Amphibienfahrzeug.
Nach der Art des Antriebs lassen sich die Wasserfahrzeuge wie folgt einteilen:
- muskelkraftbetriebene Wasserfahrzeuge;
- nur flussabwärtsgelenkte, eventuell flussaufwärts von Land aus per Seil gezogene (z. B. Flöße, Treideln);
- quer zum Fluss fahrende Fähren;
- Fahrzeuge unter Segeln; windbetriebene;
- maschinenbetriebene Wasserfahrzeuge.

Die Antriebsform hat auch schifffahrtsrechtliche Konsequenzen.

## Übersicht Wasserfahrzeuge

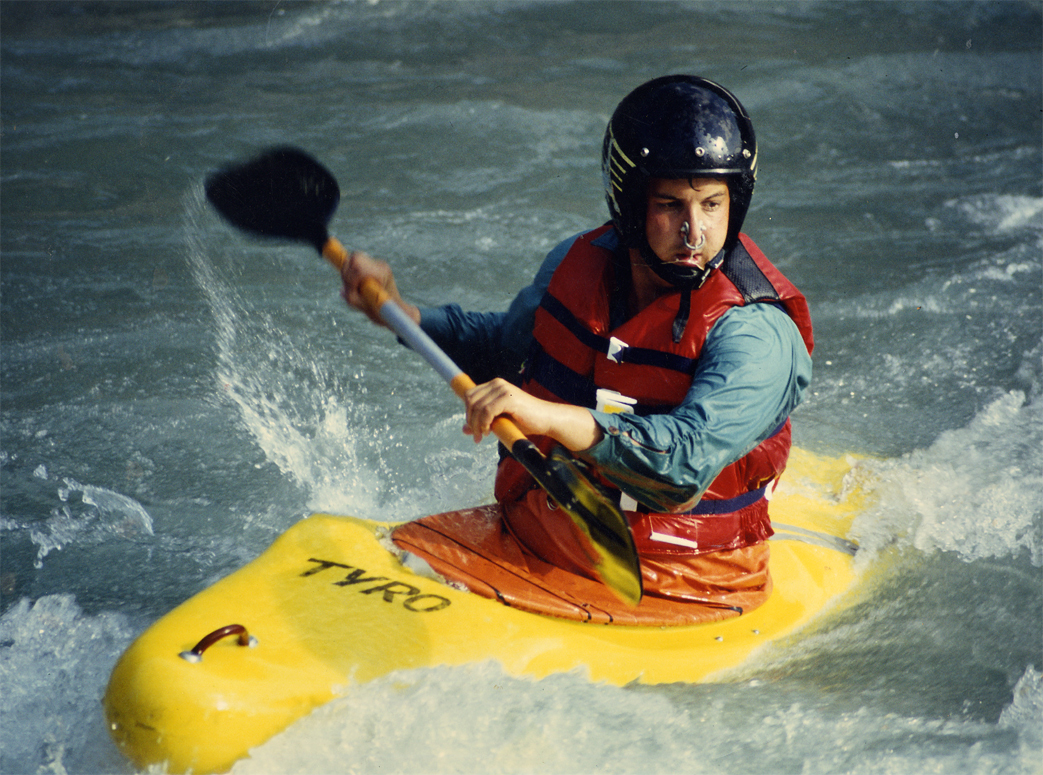
Kajak

| Boote                                                                       | Boote                                                               | Boote                                                                        | Boote                                                                       | Boote                                                                       |
| --------------------------------------------------------------------------- | ------------------------------------------------------------------- | ---------------------------------------------------------------------------- | --------------------------------------------------------------------------- | --------------------------------------------------------------------------- |
| - Auslegerboot - Bananenboot - Betonboot - Einbaum - Elektroboot - Faltboot | - Holzboot - Jolle - Jollenkreuzer - Kajak - Motorboot - Paddelboot | - Rettungsboot - an Bord - Seenotrettung - Ruderboot - Rennboot - Schilfboot | - Schlauchboot - Schnellboot - Segelboot - Speedboat - Sumpfboot - Tretboot | - Tandem Airfoil Flairboat - U-Boot - Weidling (Bootstyp) - Yacht - Jetboot |
| Schiffe                                                                     |                                                                     |                                                                              |                                                                             |                                                                             |
| - Kutter - Yacht - Frachtschiff (z. B. Containerschiff)                     | - Forschungsschiff - Schulschiff - Segelschiff                      | - Dschunke - Katamaran - Trimaran                                            | - Luftkissenfahrzeug (Hovercraft) - Tragflächenboot - Gleitflächenboot      | - Galeere - Hydrokopter                                                     |
| Sonstige                                                                    |                                                                     |                                                                              |                                                                             |                                                                             |
| - Amphibienfahrzeug - Floß                                                  | - Wassermotorrad - Rettungsinsel                                    | - Surfbrett - Prahm                                                          | - Kitesurfer - Aquascooter                                                  | - Jetski                                                                    |

## Geschichte
Wasserfahrzeuge waren zum Überqueren von Meerengen, Flüssen und Seen, aber auch bei der Ausbreitung des Menschen entlang Küsten, über Fließgewässer und zum Erreichen von Inseln erforderlich, aber auch für den Fischfang in Binnengewässern und im Meer.
Der Homo erectus kolonisierte vor etwa 850.000 Jahren die indonesische Insel Flores, welche in der letzten Million Jahre nie auf dem Landweg erreichbar war, und entwickelte sich auf der Insel zum Homo floresiensis. Die dazu erforderliche Überquerung der Lombokstraße gilt als der erste erfolgreiche Einsatz von Wasserfahrzeugen über eine Meeresdistanz von mehreren Kilometern (durch die Gattung Homo).
Der Homo sapiens hat vor mindestens 45.000 Jahren ozeantaugliche Wasserfahrzeuge konstruiert und erfolgreich zu Passagen von etwa 100 Kilometer Entfernung ohne Landsicht genutzt bei der Besiedlung Sahuls (Neuguinea und Australien) und bis zu entfernt liegenden Inseln Melanesiens. Als erste Typen werden Flöße aus Bambus, als Antriebsmittel Ruder, Staken (im Flachwasser), Windansatzstellen (Palmblattmatten) und längs schwimmende Begleiter vermutet. Diese Wasserfahrzeuge entstanden aus bereits vorher entwickelten Meeresfahrzeugen für den küstennahen und küstenferneren Fischfang.
Mit Flößen wurden ab dem 9. Jahrtausend v. Chr. auch die landfernen Inseln des Mittelmeeres (Kreta, Malta, Zypern) besiedelt.
Mit Erfindung der Axt war der Bau von Einbäumen aus Baumstämmen möglich. Ab etwa 6000 v. Chr. sind solche Wasserfahrzeuge in Mitteleuropa nachzuweisen.
Wasserfahrzeuge aus über Rahmen aus Holz und Knochen gespannte zusammengenähte Felle traten erstmals in der Steinzeit in Nordamerika auf. Die Besiedlung arktischer Gebiete, wo besonders Gewässer Beute für die Jäger boten, verlangte hochwertige Boote, wie etwa die Baidarka auf den Aleuten, Kajak und Umiak in Grönland. Solche Boote verfügen über einen Rahmen aus Holz und/oder Knochen und sind mit Fellen bespannt.
Um den westlichen Pazifik herum wurden vor über tausend Jahren seetüchtige Auslegerboote und das notwendige navigatorische Können entwickelt.
Einbäume wurden im Laufe der Entwicklung durch Anbringen von Brettern beplankt, so dass Formen wie die Piroge entstanden. Die dabei entwickelten Techniken der Befestigung und Abdichtung ermöglichten die beplankten Schiffe, für den Verkehr im Meer bis zum Aufkommen der Eisenschiffe vorherrschend.

## Wirtschaftliche Aspekte
Gemessen an der Verkehrsleistung des Güterverkehrs im Jahre 2020 erreichte die gesamte Frachtschifffahrt in Deutschland 473,7 Mio. t (davon 275,7 Mio. t Seefrachtverkehr) und liegt damit noch vor dem Schienengüterverkehr (320,1 Mio. t). Unangefochten an der Spitze steht der gesamte Verkehr mit Landfahrzeugen mit 3,2 Mrd. t. Der Luftverkehr steht an letzter Stelle mit 4,59 Mio. t.